# アレクサンダー・マクファーレン
アレクサンダー・マクファーレン（英: Alexander Macfarlane、1851年4月21日 – 1913年8月28日
、FRSE、LLD）はスコットランドの論理学者、物理学者、数学者。

## 経歴
靴屋のダニエル・マクファーレン（Daniel MacFarlane）とアン・スモール（Ann Small）の息子に生まれた。エディンバラ大学で学位を獲得した。学位論文は"The disruptive discharge of electricity"で、ピーター・テイトの研究室で行った実験結果を報告した。
1878年、エディンバラ王立協会にて、ジョージ・ブールによって導入された代数論理学について講演し、 エディンバラ王立協会フェローに選出された。推薦者は、ピーター・テイト、フィリップ・ケランド、アレクサンダー・クラム・ブラウン、ジョン・ハットン・バルフォア。翌年、代数的操作によるブール変数の表現を解釈した論文 Principles of the Algebra of Logic を発表した。
マクファーレンはその畢生を、研究と教育における卓越した役割に費やした。エディンバラ大学とセント・アンドリューズ大学で教職を務め、テキサス大学では1885年から1894年まで物理学教授に就いていた。リーハイ大学では、高等電気学、後に数理物理学教授を務めた。1896年、マクファーレンは代数学の促進のため、学生に四元数分野を学ぶことを奨めた。四元数協会の秘書、その後1909年に代表を歴任した。1904年に協会から出版された Bibliography of Quaternions の編集者でもあった。
マクファーレンは1916個の数学者の伝記をまとめた著作（Ten British Mathematicians）でも名を上げている。 当時の幾何学の革命に心を奪われ、特にテキサス大学数学教授ジョージ・ブルース・ハルステッドの影響を受けた。四元数の物理学への応用を記した Algebra of Physics を執筆した。彼の最初の出版物である Space Analysis は、ミンコフスキーより17年前にミンコフスキー空間を予見した。
1893年のシカゴ大会など、マクファーレンは何度か国際数学者会議（ICM）に参加した。1900年のパリ大会では"Application of space analysis to curvilinear coordinates"を講演した。
チャタムにて引退し、1913年に没した。

## 空間解析
マクファーレンは自身の論文を"Space Analysis"と呼んだものに適合させた。1894年に5つの論文と、アレクサンダー・マッコレーの Utility of Quaternions in Physics の書評を発表した。頁数は1つ前の論文と繋がっていて、読者が四元数に精通していることを前提としている。最初の論文 "Principles of the Algebra of Physics" では双曲四元数の代数学を提案し、物理学を学ぶ学生がベクトルの自乗が負となる四元数の原理の難解性に気づくことを目的としている。 第2の論文は "The Imaginary of the Algebra" であり、1882/83年のホーマーシャム・コックスと同様、ハミルトンのベルソルと対応するものとして、双曲四元数に関して双曲ベルソルを用いた。その形式は、次のように表される。
{\displaystyle h\alpha ^{A}=\cosh A+\sinh A\ \alpha ^{\pi /2}.}
後にマクファーレンはexp(A α)の記法がオイラーとリーによって用いられていることを確認した。απ/2はαが純虚単位四元数（right versor）であることを強調しており、π/2はラジアンにおける直角の角度である。ただしこのπ/2は不要としてもよい。
3つ目の論文は "Fundamental Theorems of Analysis Generalized for Space"である。1893年にマクファーレンはICMの講演"On the definition of the trigonometric functions"にて、 ラジアンの定義には、円弧よりも面積を用いた方が良いと提案した（"the true analytical argument for the circular ratios is not the ratio of the arc to the radius, but the ratio of twice the area of a sector to the square on the radius."）。論文は数学者会議の紀要の167頁に載せられるはずだったが撤回されて、1894年に Space Analysis として私的に出版された。彼は解析的に定義された双極角を基に考えることで、この面積比のアイデアに帰着した。
5つ目の論文は "Elliptic and Hyperbolic Analysis" で、球面上の基本定理を球面幾何学における余弦定理とみなし、 回転楕円体、一般の楕円体、一葉または二葉の直角双曲面上における双曲余弦定理を導出した。
1900年、エディンバラ王立協会の紀要から論文 "Hyperbolic Quaternions"を9つの図とともに発表した。図のうち2つは共役双曲線である。物理代数学の非結合性について Great Vector Debate で批判を受けることとなり、ハミルトンが1853年から使用していた双四元数へ戻すことによって結合性を回復させた。

## 作品
- 1879: Principles of the Algebra of Logic Internet Archiveへのリンク
- 1885: Physical Arithmetic へのリンク
- 1887: The Logical Form of Geometrical Theorems from Annals of Mathematics 3: 154,5.
- 1894: Papers on Space Analysis.
- 1898: Book Review: “La Mathematique; philosophie et enseignement” by C.A. Laissant in Science 8: 51–3.
- 1899 The Pythagorean Theorem from Science 34: 181,2.
- 1899: The Fundamental Principles of Algebra from Science 10: 345–364.
- 1906: Vector Analysis and Quaternions.
- 1910: Unification and Development of the Principles of the Algebra of Space  Bulletin of the Quaternion Society.
- 1911: Book Review: Life and Scientific Work of P.G. Tait by C.G. Knott Science 34: 565,6.
- 1912: A System of Notation for Vector-Analysis; with a Discussion of the Underlying Principles from Bulletin of the Quaternion Society.
- 1913: On Vector-Analysis as Generalized Algebra, address to 5th International Congress of Mathematicians, Cambridge, via Internet Archive
- Macfarlane, Alexander (1916). Lectures on Ten British Mathematicians of the Nineteenth Century. Mathematical monographs, no. 17. New York: John Wiley and Sons[14]
- Macfarlane, Alexander (1919). Lectures on Ten British Physicists of the Nineteenth Century. New York: John Wiley and Sons[15]
- Publications of Alexander Macfarlane Bulletin of the Quaternion Society, 1913